# (18872) Tammann
(18872) Tammann est un astéroïde de la ceinture principale. Il porte le nom de l'astronome germano-suisse Gustav Tammann.

## Description
(18872) Tammann est un astéroïde de la ceinture principale. Il a été découvert le 8 novembre 1999 à Gnosca par Stefano Sposetti. Il présente une orbite caractérisée par un demi-grand axe de 2,60 UA, une excentricité de 0,07 et une inclinaison de 14,2° par rapport à l'écliptique.

## Compléments